# 홍담 효자각
홍담 효자각은 대한민국 경기도 화성시 서신면 홍법리 산32번지에 있다. 1986년 5월 20일 화성시의 향토문화재 제4호로 지정되었다가, 2019년 10월 23일 향토문화재 제4호로 변경 재분류되었다.
홍담(洪曇)은 선조 때 우참찬에 이르렀고 청백리에 녹선되었다

## 개요
맞배 지붕에 한식 기와를 얹은 겹처마 건물로서 8각(角)의 장초석(長楚石) 위에 4개의 원주형(圓柱形) 목주(木柱)가 세워져 있고 방풍판(防風板)이 달려 있다. 정문(旌門) 내에는 ‘효자(孝子)좌삼찬(左參贊)홍담지문(洪曇之門)’이라  새겨진 현판(縣板)만 걸려 있을 뿐 별다른 기명(記銘)은 찾아 볼 수 없다